# Benito Villafañe
José Benito Villafañe (La Rioja, Virreinato del Río de la Plata, 9 de julio de 1790 - provincia de San Juan, mayo de 1831) fue un militar argentino, que participó en la guerra de independencia chilena y fue gobernador de la provincia de La Rioja (Argentina), bajo la protección del caudillo Facundo Quiroga.

## Biografía
Hijo de Nicolás de Villafañe y de María de la Concepción del Moral, era el jefe de su rama de la poderosa familia Villafañe.
Se enroló en las milicias provinciales para las campañas de la independencia. En 1817 participó en la campaña que, al mando del coronel Francisco Zelada y del riojano Nicolás Dávila, cruzó a Chile y liberó la zona de Copiapó. Participó en el combate de Huasco.
Apoyó la revuelta que llevó al poder a Francisco Ortiz de Ocampo en 1820, y que logró la autonomía riojana. Ocampo lo ascendió al grado de coronel.
El gobierno de Ocampo fue sencillamente pésimo. Cuando estalló la revolución de septiembre en su contra el gobernador huyó y Villafañe se apoderó del gobierno. Llamó a elecciones de la legislatura, que eligió gobernador a Nicolás Dávila. Entre distintos desacuerdos, este logró gobernar más de dos años.
En 1823 estalló la crisis entre Dávila y Facundo Quiroga, comandante de armas de la provincia, y Villafañe se puso del lado de Quiroga, a órdenes del cual luchó en la batalla de El Puesto. Poco después dirigió la elección que hizo gobernador a Facundo.
Durante casi todo el año de 1825 fue gobernador delegado de la provincia, y apoyó a Quiroga en la campaña contra el general Gregorio Aráoz de Lamadrid. Ese mismo año, el presidente Bernardino Rivadavia lo nombró comandante de todas las fuerzas de La Rioja a Villafañe, pero este no reconoció la autoridad presidencial del porteño. Más tarde fue presidente de la Casa de Moneda de La Rioja. Era el mejor amigo y aliado de Quiroga.
En 1828, el gobernador Manuel Dorrego lo envió a Montevideo junto con el general Miguel de Azcuénaga, para canjear documentos relativos a la paz con el Imperio del Brasil y la independencia de Uruguay. Regresó a La Rioja poco antes de la revolución unitaria de diciembre de ese año.
Fue el segundo jefe del ejército riojano, y fue ascendido a general por orden de Quiroga. Peleó contra el invasor Paz en la batalla de La Tablada como jefe de una división de caballería. De allí pasó a Cuyo, donde habían estallado revoluciones unitarias, que aprovechaban la ausencia de las tropas que habían ido a luchar a Córdoba. En San Juan repuso al gobernador Manuel Quiroga Carril y allí pasó a Mendoza. Acompañó al general José Félix Aldao en la campaña contra los unitarios de Moyano y Alvarado, luchando en la batalla de Pilar, después de la cual intentó infructuosamente detener la matanza que hizo el fraile general entre los unitarios, en venganza por la muerte de su hermano mientras pactaba una tregua.
Volvió a La Rioja, y rápidamente pasó a Catamarca, donde venció en Ancasti al coronel Lobo (que murió en combate) y repuso en el gobierno a Felipe Figueroa. De esta manera, con la crucial ayuda de Villafañe, Quiroga recuperó lo perdido en las secuelas de La Tablada.
Inmediatamente de saber que Catamarca estaba nuevamente en manos federales, Facundo regresó a Córdoba junto con Aldao. Por el norte de la provincia avanzó también Villafañe, al frente de 1400 hombres; derrotó en Totoral Chico al teniente coronel Rafael Torres, y siguió camino hacia el sur. En ese momento, Quiroga cometió el enorme error de regresar al sur de la provincia, en vez de seguir hacia el norte en busca de Villafañe.
Fue en esa situación que el general José María Paz sorprendió a Quiroga, venciéndolo por completo en la batalla de Oncativo. Villafañe se retiró a La Rioja, y en el camino firmó el tratado de la Serrezuela con Paz, por el que obligaban a Gaspar Villafañe, gobernador de la Rioja, a dejar el mando y realizar nuevas elecciones. Además, el general debía entregar todas las armas a Lamadrid, que invadió la provincia de su odiado enemigo Quiroga. Pero en las nuevas elecciones fue elegido gobernador Benito Villafañe.
Lamadrid desconoció entonces el tratado, ocupó La Rioja y también la gobernación. Villafañe emigró a Chile, estableciéndose en La Serena, mientras Lamadrid hacía elegir gobernador a Domingo Eugenio Villafañe, lejano pariente suyo, que promulgó una ley declaraba fuera de la ley y privados del derecho a la vida a los generales Quiroga y Villafañe.
A principios de 1831, Quiroga derrotó a José Videla Castillo en Mendoza y llamó a Villafañe para darle el mando de su ejército. Estaba enfermo de reumatismo, tanto que dirigió la batalla de Rodeo de Chacón con una varita, desde el pescante de una galera.
Mientras regresaba desde Chile, se cruzó con el sargento mayor unitario Bernardo Navarro, que huía vencido a ese país. Este lo asesinó en mayo de 1831.
Al saber la noticia, Quiroga decidió que hasta entonces había sido demasiado leal con sus enemigos, que le respondían con condenas a muerte, saqueos de sus bienes, torturas a su madre, y ahora con el asesinato de su mejor amigo. Entonces cometió su peor crimen: hizo fusilar a 26 oficiales enemigos en venganza por la muerte de Villafañe.